# Radovene
Radovene (bulgariska: Радовене) är ett distrikt i Bulgarien.   Det ligger i kommunen Obsjtina Roman och regionen Vratsa, i den nordvästra delen av landet, 70 km nordost om huvudstaden Sofia.
I omgivningarna runt Radovene växer i huvudsak lövfällande lövskog. Runt Radovene är det ganska glesbefolkat, med 39 invånare per kvadratkilometer.